# فرودگاه بین‌المللی آلفردو واسکوز کوبو

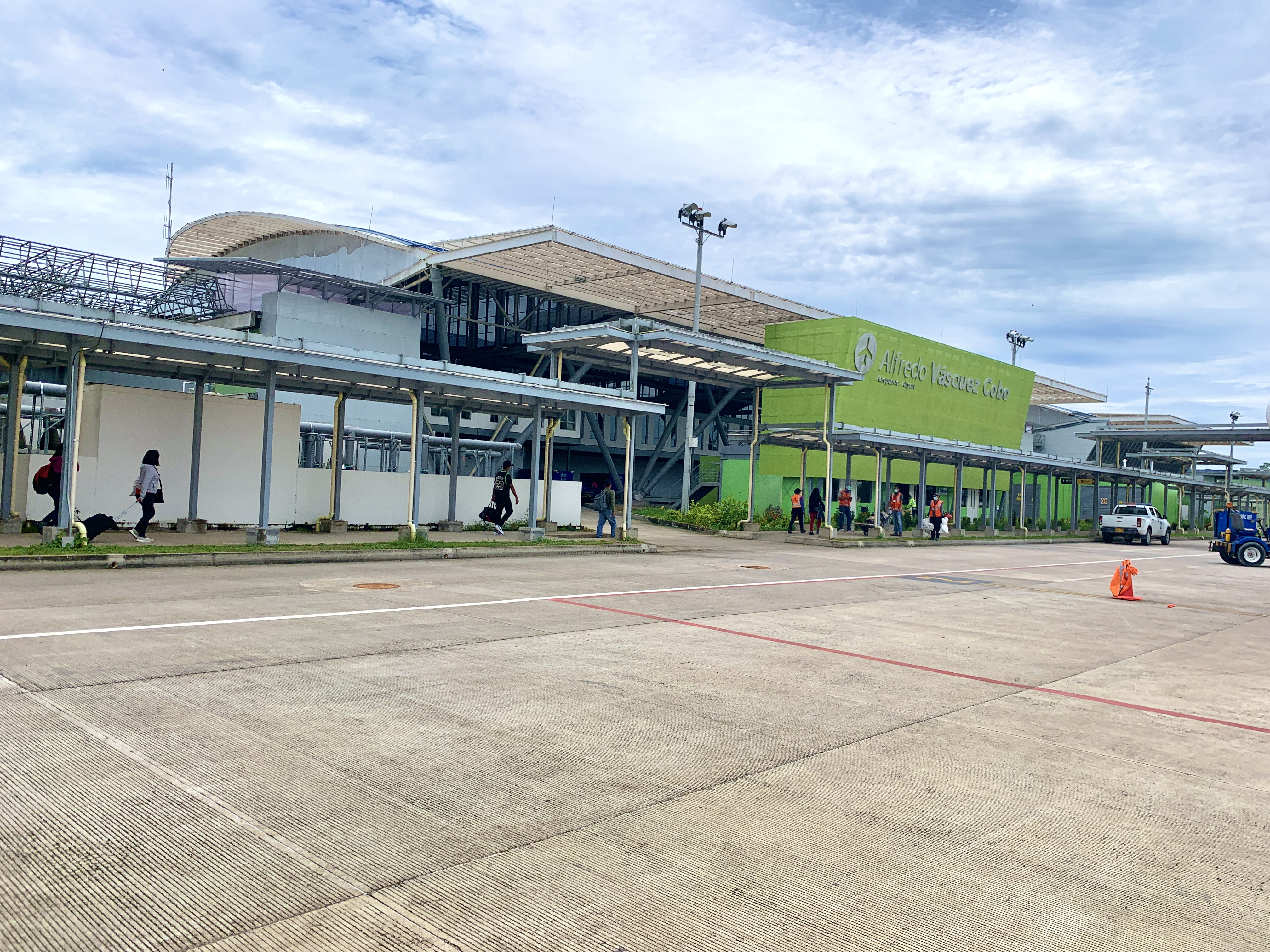
نمایی از محوطه بیرونی فرودگاه آلفردو واسکوز کوبو

فرودگاه بین‌المللی آلفردو واسکوز کوبو (به انگلیسی: Alfredo Vásquez Cobo International Airport) (به زبان بومی: Aeropuerto Internacional Alfredo Vásquez Cobo) یک فرودگاه همگانی با کد یاتا LET است که یک باند فرود آسفالت دارد و طول باند آن ۱٬۸۸۰ متر است. این فرودگاه در کشور کلمبیا قرار دارد و در ارتفاع ۸۴ متری از سطح دریا واقع شده‌است.